# Charles Masterman
Charles Frederick Gurney Masterman (ur. 24 października 1873 w Rotherfield Hall w hrabstwie Sussex, zm. 17 listopada 1927), brytyjski polityk i dziennikarz, członek Partii Liberalnej, minister w pierwszym rządzie Herberta Henry’ego Asquitha.
Wykształcenie odebrał w Christ's College na Uniwersytecie Cambridge. Na studiach był przewodniczącym Cambridge Union. Jego pierwszą opublikowaną pracą był From The Abyss, zbiór artykułów napisanych anonimowo przez Masteramana, kiedy mieszkał w południowo-wschodnim Londynie. Wkrótce Masterman rozpoczął pracę dziennikarza i został współredaktorem English Review. Pracował również dla czasopism Granta, Daily News, Athenaeum oraz Nation. W 1908 r. poślubił poetkę i pisarkę Lucy Blanche Lyttelton. W 1909 r. opublikował The Condition of England.
W 1903 r. bez powodzenia startował w wyborach uzupełniających w okręgu Dulwich. Dopiero w 1906 r. uzyskał mandat parlamentarny z okręgu West Ham North. W 1908 r. został parlamentarnym sekretarzem przy Radzie Samorządu Lokalnego. W latach 1909–1912 był podsekretarzem stanu w Ministerstwie Spraw Wewnętrznych. Brał aktywny udział w pracach nad „budżetem ludowym” w 1909 r. W grudniu 1910 r. Masterman utracił mandat parlamentarny, ale odzyskał go w 1911 r. po wyborach uzupełniających w okręgu Bethnal Green South West. W 1912 r. został członkiem Tajnej Rady. W latach 1912–1914 był finansowym sekretarzem skarbu.
W 1914 r. Masterman otrzymał stanowisko Kanclerza Księstwa Lancaster. Zgodnie z ówcześnie obowiązującym prawem Masterman, jako że po raz pierwszy otrzymał stanowisko rządowe, musiał wystartować w wyborach uzupełniających w swoim okręgu wyborczym. Masterman wybory te przegrał, ale pozostał na stanowisku. Zrezygnował w 1915 r., kiedy przegrał kolejne wybory uzupełniające, tym razem w okręgu Ipswich.
Po wybuchu I wojny światowej Masterman stanął na czele Biura Propagandy Wojennej (War Propaganda Bureau, WPB). Działając na tym stanowisku pozyskał do współpracy pisarzy m.in. Johna Buchana, Herberta George’a Wellsa i Arthura Conana Doyle’a, a także artystów takich jak m.in. Francis Dodd czy Paul Nash. Biuro miało również za zadanie zachęcić Stany Zjednoczone do przystąpienia do wojny po stronie Wielkiej Brytanii i Francji. Służyć temu miał cykl wykładów zorganizowany w Stanach oraz wystawa malarska.
Masterman powrócił do Izby Gmin w 1923 r. jako reprezentant okręgu Manchester Rusholme, jednak, podonie jak większość liberalnych deputowanych, utracił mandat już w 1924 r. W następnych latach stan jego zdrowia pogorszył się z powodu nadużywania alkoholu i narkotyków. Zmarł podczas pobytu w klinice w 1927 r.